# Rockabye (bài hát)
"Rockabye" là một bài hát của nhóm nhạc người Anh quốc Clean Bandit hợp tác với nghệ sĩ thu âm người Jamaica Sean Paul và nghệ sĩ thu âm người Anh quốc Anne-Marie nằm trong album phòng thu thứ hai của họ, What Is Love? (2018). Nó được phát hành vào ngày 21 tháng 10 năm 2016 như là đĩa đơn thứ hai trích từ album bởi Atlantic Records và Warner Music Group. Bài hát sau đó còn xuất hiện trong phiên bản cao cấp cho album phòng thu đầu tay của Marie, Speak Your Mind (2018), cũng như là một trong hai tác phẩm đánh dấu sự hợp tác giữa nữ ca sĩ với nhóm cho What Is Love?, bên cạnh "Should've Known Better". "Rockabye" được đồng viết lời bởi Paul, Marie, Ina Wroldsen, Ammar Malik với thành viên của Clean Bandit là Jack Patterson, người cũng đồng thời chịu trách nhiệm sản xuất nó với Mark Ralph và Steve Mac, những cộng tác quen thuộc xuyên suốt sự nghiệp của nhóm. Ban đầu được dự định sẽ do Wroldsen thể hiện như là giọng ca chính của bài hát, đây là một bản dance-pop, dancehall và house mang nội dung đề cập đến nỗ lực của một người mẹ đơn thân trong việc giúp người con trai của cô có một cuộc sống tốt hơn.
Sau khi phát hành, "Rockabye" nhận được những phản ứng tích cực từ các nhà phê bình âm nhạc, trong đó họ đánh giá cao giai điệu bắt tai, sự tham gia góp giọng của Paul và Marie cũng như quá trình sản xuất nó. Ngoài ra, bài hát còn gặt hái nhiều giải thưởng và đề cử tại những lễ trao giải lớn, bao gồm đề cử tại giải Brit năm 2017 cho Đĩa đơn Anh quốc của năm và giải Âm nhạc châu Âu của MTV năm 2017 cho Bài hát xuất sắc nhất. "Rockabye" cũng tiếp nhận những thành công vượt trội về mặt thương mại, đứng đầu các bảng xếp hạng ở Úc, Áo, Đan Mạch, Đức, Phần Lan, Ireland, Ý, Hà Lan, New Zealand, Thụy Điển, Thụy Sĩ và Vương quốc Anh, nơi bài hát đứng đầu trong chín tuần liên tiếp và trở thành tác phẩm quán quân mùa Giáng sinh năm 2016, đồng thời lọt vào top 10 ở hầu hết những quốc gia nó xuất hiện, bao gồm vươn đến top 5 ở nhiều thị trường lớn như Bỉ, Canada, Pháp, Na Uy và Tây Ban Nha. Tại Hoa Kỳ, nó đạt vị trí thứ chín trên bảng xếp hạng Billboard Hot 100, trở thành đĩa đơn thứ hai của Clean Bandit, thứ mười của Paul và đầu tiên của Marie vươn đến top 10 tại đây.
Video ca nhạc cho "Rockabye" được đạo diễn bởi hai thành viên của Clean Bandit là Patterson và Grace Chatto, trong đó bao gồm những cảnh một người mẹ đang cố gắng nuôi dưỡng đứa con của mình bằng công việc của một vũ công, xen kẽ với những cảnh nhóm chơi nhạc cụ ở một ngọn đồi cũng như Paul và Marie hát ở một quán rượu. Nó đã nhận được hai đề cử tại giải Brit năm 2017 cho Video Anh quốc của năm. Để quảng bá bài hát, Clean Bandit đã trình diễn "Rockabye" với Marie (và Paul trong một số sự kiện) trên nhiều chương trình truyền hình và lễ trao giải lớn, bao gồm Good Morning America, Good Morning Britain, Today, Top of the Pops, The X Factor UK, giải Sự lựa chọn của giới trẻ năm 2017 và giải Âm nhạc châu Âu của MTV năm 2017, cũng như trong nhiều chuyến lưu diễn của họ. Kể từ khi phát hành, nó đã được hát lại và sử dụng làm nhạc mẫu bởi nhiều nghệ sĩ, như The Vamps, Samantha Harvey, Louisa Johnson, Madilyn Bailey và Kurt Hugo Schneider. Tính đến nay, "Rockabye" đã bán được hơn 10 triệu bản trên toàn cầu, trở thành một trong những đĩa đơn bán chạy nhất mọi thời đại.

## Danh sách bài hát
| - Tải kĩ thuật số 1. "Rockabye" – 4:11 - Đĩa CD 1. "Rockabye" – 4:11 2. "Rockabye" (Thomas Rasmus Chill phối) – 3:38 - Tải kĩ thuật số – EP phối lại 1. "Rockabye" (Jack Wins phối lại) – 5:05 2. "Rockabye" (End of the World phối lại) – 2:54 3. "Rockabye" (Elderbrook phối lại) – 3:28 4. "Rockabye" (Thomas Rasmus Chill phối) – 3:38 | - Tải kĩ thuật số – Lodato & Joseph Duveen phối lại 1. "Rockabye" (Lodato & Joseph Duveen phối lại) – 3:18 - Tải kĩ thuật số – Autograf phối lại 1. "Rockabye" (Autograf phối lại) – 4:09 - Tải kĩ thuật số – Eden Prince phối lại 1. "Rockabye" (Eden Prince phối lại) – 3:24 - Tải kĩ thuật số – Ryan Riback phối lại 1. "Rockabye" (Ryan Riback phối lại) – 3:54 |

## Xếp hạng
| Bảng xếp hạng (2016-17)                       | Vị trí cao nhất |
| --------------------------------------------- | --------------- |
| Argentina (Monitor Latino)                    | 10              |
| Úc (ARIA)                                     | 1               |
| Áo (Ö3 Austria Top 40)                        | 1               |
| Bỉ (Ultratop 50 Flanders)                     | 2               |
| Bỉ (Ultratop 50 Wallonia)                     | 1               |
| Brazil (Billboard Brasil Hot 100)             | 9               |
| Canada (Canadian Hot 100)                     | 4               |
| Canada CHR/Top 40 (Billboard)                 | 7               |
| Canada Hot AC (Billboard)                     | 14              |
| Chile (Monitor Latino)                        | 4               |
| Cộng hòa Séc (Rádio Top 100)                  | 2               |
| Cộng hòa Séc (Singles Digitál Top 100)        | 1               |
| Đan Mạch (Tracklisten)                        | 1               |
| Ecuador (National-Report)                     | 4               |
| Châu Âu Digital Song Sales (Billboard)        | 1               |
| Phần Lan (Suomen virallinen lista)            | 1               |
| Pháp (SNEP)                                   | 4               |
| Đức (Official German Charts)                  | 1               |
| Hy Lạp Nhạc số (Billboard)                    | 4               |
| Guatemala (Monitor Latino)                    | 15              |
| Hungary (Rádiós Top 40)                       | 2               |
| Hungary (Single Top 40)                       | 2               |
| Hungary (Dance Top 40)                        | 1               |
| Ireland (IRMA)                                | 1               |
| Ý (FIMI)                                      | 1               |
| Nhật Bản (Japan Hot 100)                      | 89              |
| Latvia (Latvijas Top 40)                      | 1               |
| Luxembourg Digital Songs (Billboard)          | 2               |
| Mexico (Monitor Latino)                       | 1               |
| Mexico Phát thanh (Billboard)                 | 1               |
| Hà Lan (Dutch Top 40)                         | 1               |
| Hà Lan (Single Top 100)                       | 1               |
| New Zealand (Recorded Music NZ)               | 1               |
| Na Uy (VG-lista)                              | 2               |
| Panama Anglo (Monitor Latino)                 | 6               |
| Paraguay (Monitor Latino)                     | 13              |
| Ba Lan (Polish Airplay Top 100)               | 4               |
| Bồ Đào Nha (AFP)                              | 3               |
| Rumani Phát thanh (Media Forest)              | 3               |
| Nga Phát thanh (Tophit)                       | 1               |
| Scotland (OCC)                                | 1               |
| Slovakia (Rádio Top 100)                      | 2               |
| Slovakia (Singles Digitál Top 100)            | 1               |
| Slovenia (SloTop50)                           | 1               |
| Hàn Quốc (Gaon International Singles)         | 45              |
| Tây Ban Nha (PROMUSICAE)                      | 4               |
| Thụy Điển (Sverigetopplistan)                 | 1               |
| Thụy Sĩ (Schweizer Hitparade)                 | 1               |
| Anh Quốc (OCC)                                | 1               |
| Hoa Kỳ Billboard Hot 100                      | 9               |
| Hoa Kỳ Adult Contemporary (Billboard)         | 29              |
| Hoa Kỳ Adult Pop Airplay (Billboard)          | 11              |
| Hoa Kỳ Dance Club Songs (Billboard)           | 5               |
| Hoa Kỳ Hot Dance/Electronic Songs (Billboard) | 2               |
| Hoa Kỳ Dance/Mix Show Airplay (Billboard)     | 1               |
| Hoa Kỳ Pop Airplay (Billboard)                | 4               |
| Hoa Kỳ Rhythmic (Billboard)                   | 32              |

| Bảng xếp hạng (2016)                     | Vị trí |
| ---------------------------------------- | ------ |
| Australia (ARIA)                         | 66     |
| Australian Dance (ARIA)                  | 13     |
| Austria (Ö3 Austria Top 40)              | 75     |
| Germany (Official German Charts)         | 59     |
| Hungary (Single Top 40)                  | 29     |
| Hungary (Stream Top 40)                  | 50     |
| Hungary (Dance Top 40)                   | 60     |
| Israel (Media Forest)                    | 49     |
| Netherlands (Dutch Top 40)               | 68     |
| Russia Airplay (Tophit)                  | 130    |
| UK Singles (Official Charts Company)     | 37     |
| Bảng xếp hạng (2017)                     | Vị trí |
| Argentina (Monitor Latino)               | 20     |
| Australia (ARIA)                         | 30     |
| Australian Dance (ARIA)                  | 5      |
| Austria (Ö3 Austria Top 40)              | 49     |
| Belgium (Ultratop 50 Flanders)           | 22     |
| Belgium (Ultratop 50 Wallonia)           | 8      |
| Canada (Canadian Hot 100)                | 9      |
| Chile (Monitor Latino)                   | 84     |
| Costa Rica (Monitor Latino)              | 89     |
| Denmark (Tracklisten)                    | 21     |
| Ecuador (Monitor Latino)                 | 65     |
| France (SNEP)                            | 19     |
| Germany (Official German Charts)         | 29     |
| Guatemala (Monitor Latino)               | 41     |
| Hungary (Rádiós Top 40)                  | 6      |
| Hungary (Single Top 40)                  | 6      |
| Hungary (Stream Top 40)                  | 13     |
| Hungary (Dance Top 40)                   | 1      |
| Israel (Media Forest)                    | 4      |
| Italy (FIMI)                             | 5      |
| Mexico (Monitor Latino)                  | 28     |
| Netherlands (Dutch Top 40)               | 23     |
| Netherlands (Single Top 100)             | 19     |
| New Zealand (Recorded Music NZ)          | 31     |
| Norway (VG-lista)                        | 24     |
| Panama (Monitor Latino)                  | 21     |
| Paraguay (Monitor Latino)                | 20     |
| Poland (ZPAV)                            | 60     |
| Russia Airplay (Tophit)                  | 9      |
| Slovenia (SloTop50)                      | 5      |
| South Korea (Gaon International Singles) | 63     |
| Spain (PROMUSICAE)                       | 24     |
| Sweden (Sverigetopplistan)               | 27     |
| Switzerland (Schweizer Hitparade)        | 4      |
| UK Singles (Official Charts Company)     | 23     |
| US Billboard Hot 100                     | 44     |
| US Adult Top 40 (Billboard)              | 39     |
| US Dance/Electronic Songs (Billboard)    | 6      |
| US Dance/Mix Show Airplay (Billboard)    | 8      |
| US Pop Songs (Billboard)                 | 26     |
| Bảng xếp hạng (2017)                     | Vị trí |
| Australian Dance (ARIA)                  | 45     |
| Hungary (Rádiós Top 40)                  | 76     |

| Bảng xếp hạng                        | Vị trí |
| ------------------------------------ | ------ |
| UK Singles (Official Charts Company) | 117    |

## Chứng nhận
| Quốc gia | Chứng nhận  | Số đơn vị/doanh số chứng nhận |
| --- | ----------- | ----------------------------- |
| Úc (ARIA) | 5× Bạch kim | 350.000‡                      |
| Áo (IFPI Áo) | Bạch kim    | 30.000‡                       |
| Bỉ (BEA) | 2× Bạch kim | 0‡                            |
| Canada (Music Canada) | 6× Bạch kim | 0‡                            |
| Đan Mạch (IFPI Đan Mạch) | 2× Bạch kim | 180.000‡                      |
| Pháp (SNEP) | Kim cương   | 233.333‡                      |
| Đức (BVMI) | 3× Vàng     | 450.000‡                      |
| Ý (FIMI) | 7× Bạch kim | 350.000‡                      |
| Hà Lan (NVPI) | 5× Bạch kim | 100.000‡                      |
| New Zealand (RMNZ) | Bạch kim    | 30.000‡                       |
| Na Uy (IFPI) | 4× Bạch kim | 240.000‡                      |
| Ba Lan (ZPAV) | Kim cương   | 100.000‡                      |
| Hàn Quốc (Gaon Chart) | —           | 200,567                       |
| Tây Ban Nha (PROMUSICAE) | 4× Bạch kim | 160.000‡                      |
| Thụy Sĩ (IFPI) | 2× Bạch kim | 60.000‡                       |
| Anh Quốc (BPI) | 3× Bạch kim | 1.800.000‡                    |
| Hoa Kỳ (RIAA) | 3× Bạch kim | 3.000.000‡                    |
| * Chứng nhận dựa theo doanh số tiêu thụ. ^ Chứng nhận dựa theo doanh số nhập hàng. ‡ Chứng nhận dựa theo doanh số tiêu thụ và phát trực tuyến. |             |                               |